# IPad 2
iPad 2 (вимовляється «айпе́д два», хоча частіше назву неправильно вимовляють як «айпа́д два») — серія планшетних комп'ютерів від Apple Inc. Офіційно представлені 2 березня 2011 року на прес-конференції Apple у Сан-Франциско. Заявлені як проміжний варіант між ноутбуками MacBook і портативними медіаплеєрами iPod Touch, здатний виконувати певні операції, пов'язані з переглядом відео, прослуховуванням аудіозаписів, читанням електронних книг, а також використанням можливостей Інтернету краще за обидва вищевказані пристрої.
iPad 2 використовує ту ж саму операційну систему, що й iPad. Керування здійснюється пальцями через сенсорний дисплей Multi-touch, що не схоже на попередні планшетні комп'ютери, які використовували перо. Для перегляду інтернету використовується Wi-Fi або 3G. USB кабель синхронізує iPad 2 з комп'ютером через програму iTunes, так само як і iPhone. 11 березня почався офіційний продаж iPad 2 в США.

## Технічні характеристики
| Модель             | Wi-Fi | Wi-Fi + 3G |
| ------------------ | --- | --- |
| Дата представлення | 2 березня 2011 року                                                                                            | 2 березня 2011 року                                                                                            |
| Дата випуску       | 11 березня 2011 року                                                                                           | 11 березня 2011 року                                                                                           |
| Дисплей            | Multitouch дисплей 1024x768 пікселів зі світлодіодною підствіткою та стійким робочим покриттям                 | Multitouch дисплей 1024x768 пікселів зі світлодіодною підствіткою та стійким робочим покриттям                 |
| Процесор           | Apple A5 1 ГГц Dual-core система на чипі                                                                       | Apple A5 1 ГГц Dual-core система на чипі                                                                       |
| Пам'ять            | Незмінна, 16, 32, 64 ГБ                                                                                        | Незмінна, 16, 32, 64 ГБ                                                                                        |
| Екологічні датчики | Акселерометр, датчик розсіяного світла, магнітометр (для цифрового компасу)                                    | Акселерометр, датчик розсіяного світла, магнітометр (для цифрового компасу)                                    |
| Операційна система | iOS 5 | iOS 5 |
| Батарея            | Вбудована літій-полімерний акумулятор; (10 годин відео, 140 годин аудіо[джерело?], 1 місяць чекання[джерело?]) | Вбудована літій-полімерний акумулятор; (10 годин відео, 140 годин аудіо[джерело?], 1 місяць чекання[джерело?]) |
| Вага               | 601 грамів | 607-613 грамів                                                                                                 |
| Розміри            | 241.2 × 185,7 × 8.8 мм                                                                                         | 241.2 × 185,7 × 8.8 мм                                                                                         |
| Механічні клавіші  | Додому, очікування, відміна автоповороту екрану, регулювання звуку                                             | Додому, очікування, відміна автоповороту екрану, регулювання звуку                                             |

## Програмне забезпечення
Як і iPhone, iPad 2 використовує тільки власне програмне забезпечення, завантажене з онлайн магазину App Store. iPad 2 синхронізується з iTunes на PC та Mac. iPad 2 продається з такими програмами як Safari, Mail, Photos, Video, YouTube, iPod, iTunes, App Store, Карти, Замітки, Календар, Контакти та Spotlight Search. Apple перенесла свій пакет програм iWork на iPad 2, видаливши деякі функції, та продає в App Store програми Pages, Numbers та Keynote. Хоч iPad не розрахований на користування як мобільний телефон, користувач може з'єднати iPad з навушниками Bluetooth та використовувати Wi-Fi та 3G для мобільних дзвінків за допомогою програм VoIP. iPad має додаткову програму iBooks, котру можна завантажити з App Store, яка відображає книги та інший контент ePub-формату, завантажений з iBookstore.

## Smart Cover

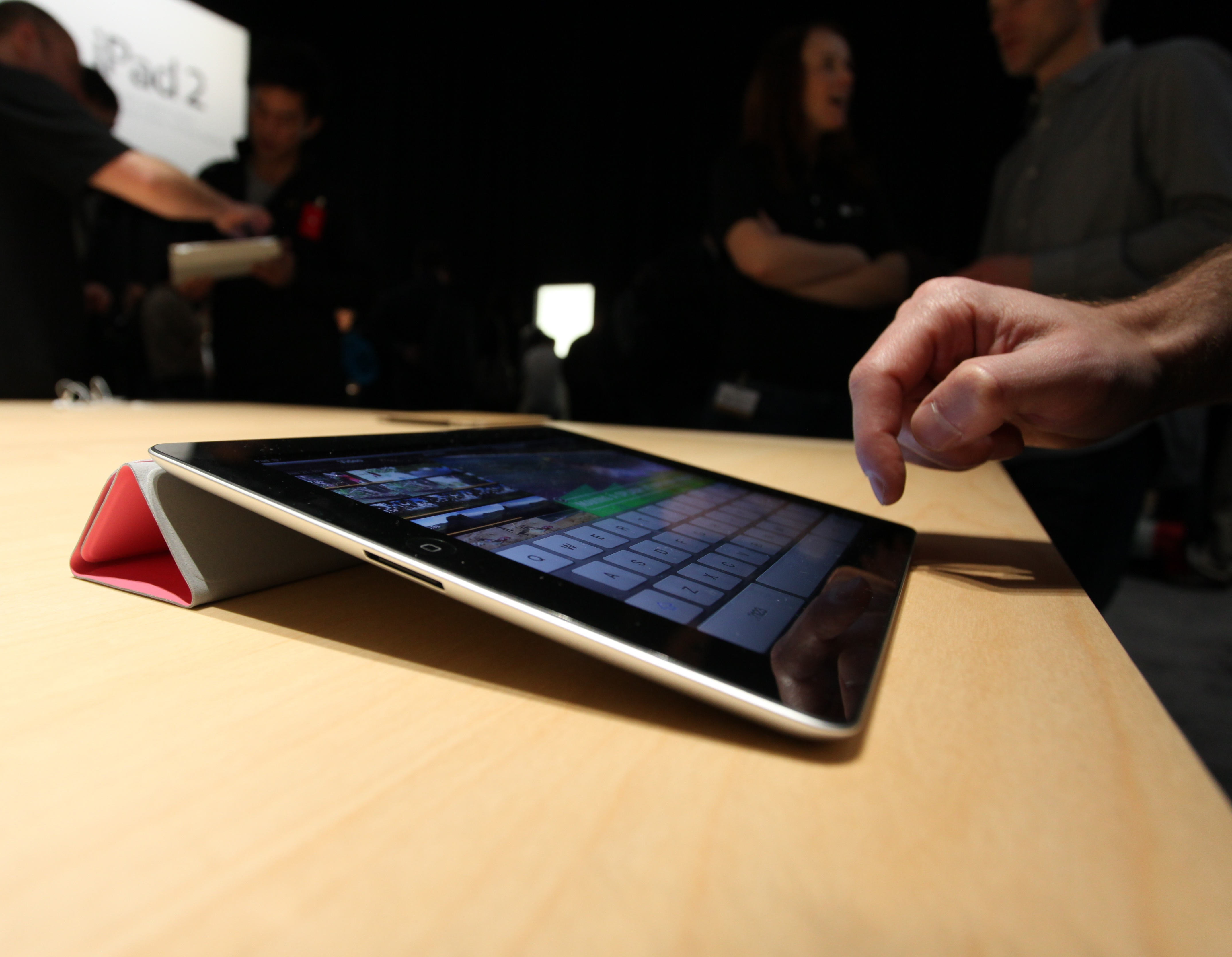
Smart Cover.

Разом з iPad 2 Apple розробила спеціальний аксесуар, який захищає екран, а також може грати роль підставки. Також Smart Cover автоматично розблоковує ваш iPad 2. Продається Smart Cover в 10 кольорах: 5 поліуретанових та 5 шкіряних.

## Ціни
Ціни у США:
| Пам'ять    | 16 ГБ | 32 ГБ | 64 ГБ |
| ---------- | ----- | ----- | ----- |
| Wi-Fi      | $499  | $599  | $699  |
| Wi-Fi + 3G | $629  | $729  | $829  |

## Хронологія
| Хронологія моделей iPad                     |
| ------------------------------------------- |
| Див. також: Хронологія продуктів Apple Inc. |

Джерело: Apple Newsroom Archive.